# Liu Yuhuang
Liu Yuhuang (né le 25 juillet 1959) est un athlète chinois, spécialiste du saut en longueur. 

## Biographie

### Palmarès
| Date | Compétition                    | Lieu         | Résultat | Performance |
| ---- | ------------------------------ | ------------ | -------- | ----------- |
| 1981 | Championnats d'Asie            | Tokyo        | 1er      | 8,08 m      |
| 1981 | Universiade                    | Bucarest     | 2e       | 8,11 m      |
| 1982 | Jeux asiatiques                | New Delhi    | 2e       | 7,89 m      |
| 1983 | Championnats d'Asie            | Koweït       | 1er      | 7,97 m      |
| 1984 | Jeux olympiques                | Los Angeles  | 5e       | 7,99 m      |
| 1985 | Championnats d'Asie            | Djakarta     | 1er      | 8,00 m      |
| 1987 | Championnats du monde en salle | Indianapolis | 7e       | 7,64 m      |
| 1987 | Championnats d'Asie            | Singapour    | 2e       | 7,98 m      |

### Records
| Épreuve          | Performance | Lieu   | Date             |
| ---------------- | ----------- | ------ | ---------------- |
| Saut en longueur | 8,14 m      | Nankin | 6 septembre 1982 |